# Aspidiotus atomarius
Aspidiotus atomarius är en insektsart som först beskrevs av Hall 1946.  Aspidiotus atomarius ingår i släktet Aspidiotus och familjen pansarsköldlöss. Inga underarter finns listade i Catalogue of Life.